# Nauru Pacific Line
La Nauru Pacific Line (NPL) es la línea naviera nacional de la República de Nauru, fundada en 1969. Su flota consta de cinco barcos propios y dos alquilados, que recorren toda Oceanía. Genera pérdidas y recibe subvenciones del Estado.
Es miembro de PFC, una empresa conjunta entre varias líneas navieras nacionales establecida en 1977 después de una disputa entre la NPL y la Unión Marítima de Nueva Zelanda.

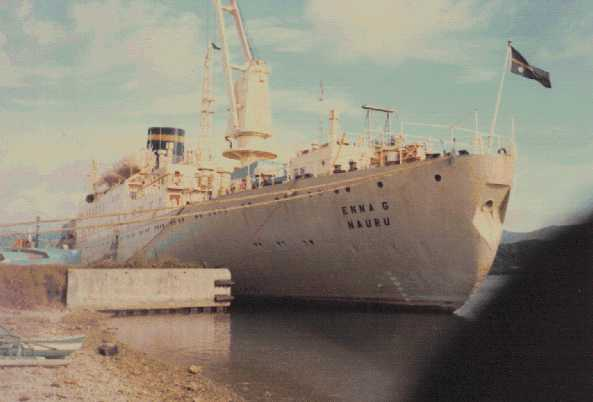
El Ferry MV Ena G Anclado en la actual Micronesia (1977)